# Svit (stacja kolejowa)
Svit – przystanek kolejowy znajdujący się we wsi Svit w kraju preszowskim na linii kolejowej nr 180 na Słowacji.